# Acta Zoologica Bulgarica
Acta Zoologica Bulgarica — рецензований науковий журнал, який публікує оригінальні дослідження в галузі систематики тварин, біогеографії та екології. Журнал надає онлайн-доступ до рефератів з 2005 року та статей з 2011 року. Більшість статей присвячені фауні Болгарії та Балкан, але також часто публікуються статті з інших географічних регіонів.
Acta Zoologica Bulgarica також має серію додатків (до 2014 року вийшло 7 додатків).
Журнал реферується та індексується в Science Citation Index, Journal Citation Reports (імпакт-фактор для 2013 року становить 0,357), Biological Abstracts, BIOSIS Previews, Scopus і Zoological Record.